# Titanic (1997)
Titanic is een Amerikaanse film uit 1997 van filmregisseur James Cameron, geproduceerd door 20th Century Fox (wereldwijde distributeur), Paramount Pictures (Amerikaanse distributeur) en Spyglass Entertainment (enkel productie). De film is zowel een op ware feiten gebaseerde rampenfilm als romantisch. Centraal staan de lotgevallen van de twee geliefden Rose DeWitt Bukater en Jack Dawson, die elkaar ontmoeten tijdens de fatale overtocht van de RMS Titanic in 1912.
De film was zowel bij critici als aan de kassa's een zeer groot succes en won elf Oscars, waaronder die voor beste film. Titanic is daarmee momenteel, na Avatar, Avengers: Endgame en Avatar: The Way of Water, de film die het meeste heeft opgebracht in dollars, als men geen rekening houdt met inflatie.
Hoewel de hoofdpersonages wel fictief zijn, zijn veel andere elementen in de film niet verzonnen. Het schip is een grotendeels waarheidsgetrouwe nabootsing en ook veel van de overige personages en gebeurtenissen zijn gebaseerd op de werkelijkheid.

## Verhaal
In 1996 is de expeditie van Brock Lovett op zoek naar 'The Heart of the Ocean', een kostbare diamant die oorspronkelijk aan de Franse koning Lodewijk XVI toebehoorde. Volgens de geruchten is deze diamant 84 jaar eerder samen met de Titanic in zee verdwenen. Met twee duikboten gaan ze naar het wrak dat op 3810 meter diepte ligt. Ze vinden een kluis en verwachten dat de diamant daar nog steeds in ligt, maar in plaats daarvan vinden ze een tekening van een naakte vrouw die een halsketting met daaraan de diamant draagt. Wanneer CNN beelden van de tekening toont, belt een hoogbejaarde vrouw genaamd Rose Calvert op. Ze zegt dat zij de vrouw op de tekening is. De expeditieleden hopen via Rose te weten te komen waar de diamant nu is. 
Samen met haar kleindochter Lizzy gaat Rose naar de Keldish, het schip waarmee de expeditie plaatsvindt. Rose vertelt vervolgens over haar belevenissen als passagier op de Titanic. Ze heette destijds Rose DeWitt Bukater. Samen met haar moeder Ruth DeWitt Bukater en haar verloofde Caledon Hockley, de zoon van een staalmagnaat uit Pittsburgh, vertrok ze op 10 april 1912 op 17-jarige leeftijd met de Titanic naar de Verenigde Staten. Rose's geplande huwelijk met Hockley is dan gearrangeerd: de DeWitt Bukaters zijn een voorname maar verarmde familie, die hoopt op deze manier weer rijker te worden. Rose ziet er erg tegen op een leven te moeten leiden dat geheel door anderen bepaald wordt: eerst door haar moeder en binnenkort door een man aan wie ze eigenlijk een hekel heeft. Veel liever zou ze zichzelf ontplooien en beginnen aan een carrière, bijvoorbeeld als danseres of actrice.
De arme jonge kunstenaar Jack Dawson en zijn vriend Fabrizio De Rossi zijn aan boord gekomen na de tickets met een spelletje poker gewonnen te hebben. Rose en Jack ontmoeten elkaar wanneer Rose ten einde raad zelfmoord wil plegen door vanaf de achtersteven van het schip in zee te springen. Jack weet dit op het laatste moment te verhinderen. Als Rose even later aan haar moeder en Hockley vertelt dat Jack haar leven heeft gered is Jack weliswaar welkom bij het diner van de Bukaters, maar vanwege zijn afkomst wordt hij niet warm onthaald. Door haar kennismaking met Jack wordt Rose ineens een heel ander persoon: in plaats van alles netjes te doen, bedenkt ze voor zichzelf dat ze ook lol kan hebben. Terwijl de verliefdheid opbloeit maakt Jack op Rose' verzoek een naakttekening van haar terwijl ze 'The Heart of the Ocean' om heeft. Rose besluit vervolgens haar verloofde Hockley voor Jack te verlaten. Hockley begint een en ander te vermoeden en stuurt zijn lijfknecht Lovejoy eropuit om Rose terug te vinden. De twee weten de lijfknecht af te schudden door zich in een auto te verstoppen, en hebben daar seks met elkaar.
Dezelfde nacht vaart de Titanic tegen een ijsberg aan. Een inspectie wijst uit dat het schip tot zinken is gedoemd, omdat vijf compartimenten water maken terwijl vier het maximum is. Rose en Jack vangen dit op en willen de rest hiervoor waarschuwen. Bij hun terugkeer stopt Lovejoy de diamant in een jaszak van Jack, waarna Jacks zakken worden doorzocht en hij ervan wordt beschuldigd de diamant gestolen te hebben. Het feit dat ook de jas die Jack draagt niet van hemzelf is – hij heeft de jas aangetroffen op het eerste klas dek en stiekem aangetrokken om niet op te vallen toen hij op zoek was naar Rose – verzwakt zijn geloofwaardigheid. Hockley geeft Lovejoy opdracht Jack in het ruim op te sluiten, terwijl de dames op evacuatie wachten. Jack wordt door Lovejoy vastgeklonken aan een pijp en achtergelaten, terwijl het ruim langzaam volloopt. Hij is daar alleen achtergelaten en begint alle moed te verliezen. Hij schreeuwt, maar niemand hoort hem.
Aangezien er te weinig reddingssloepen aan boord zijn, kan slechts de helft van alle opvarenden van de Titanic gered worden. Hier komt nog bij dat de bemanning te weinig mensen in de reddingsboten stopt. Rose vlucht het ruim in en weet Jack op het nippertje te redden door met een bijl de ketting tussen de handboeien te breken. Boven geeft Hockley zijn jas aan Rose, maar op dat moment vergeet hij dat de diamant in een van de zakken van deze jas  zit. Hij probeert Rose te overtuigen in een reddingsboot te stappen met de smoes dat hij al een andere boot voor hemzelf, Lovejoy en Jack heeft geregeld. Jack, die weet dat Hockley liegt, speelt het spelletje mee in de hoop dat Rose in de boot stapt. Uiteindelijk springt Rose toch weer uit de sloep op een lager scheepsdek, waarna ze zich weer bij Jack voegt en hem omhelst. Hockley probeert Jack dood te schieten, maar is te langzaam. De twee weten te ontkomen, terwijl ook het magazijn leeg raakte. Hockley vindt een alleen achtergelaten kind en doet alsof hij daarvan de vader is. Met deze truc weet hij alsnog een plaats in de laatste reddingsboot te bemachtigen.
Als de boeg ten onder gaat, moeten Rose en Jack wel naar het achterschip gaan. De lichten in het hele schip vallen uit en even later breekt het schip doormidden. Kort daarna zinkt ook de achtersteven. Fabrizio en vele anderen komen om het leven als een van de schoorstenen op hen valt. In twee uur en 40 minuten na de aanvaring gaat de Titanic ten onder, met 1502 mensen die in het water terechtkomen. Rose en Jack bereiken een stuk drijfhout, dat echter niet in staat blijkt hun beider gewicht te dragen. Jack laat Rose erop liggen en hangt er zelf in het ijskoude water aan. Zo wachten ze samen met de anderen tot de reddingsboten terugkomen. In de tussentijd laat Jack Rose beloven dat ze zal doorzetten, hoe zwaar het leven ook is. Even later sterft Jack aan onderkoeling. Uiteindelijk maakt er van de twintig sloepen één rechtsomkeert. Rose maakt Jacks hand los van het vlot, waarna ze van het vlot afgaat en naar de sloep toe beweegt. Ze vindt een doodgevroren man in het water, pakt zijn fluit en maakt lawaai totdat die reddingsboot haar hoort en ophaalt.
De sloep kan uiteindelijk Rose en vijf andere overlevenden uit het ijskoude water halen, alle andere opvarenden van de Titanic die niet in een van de reddingssloepen zaten zijn dan al dood. Rose wordt samen met de paar andere overlevenden aan boord van de Carpathia gebracht. Ook Hockley heeft de ramp overleefd, maar Rose weet hem te ontlopen.  Als Rose in New York aankomt, eert ze haar gestorven geliefde door te zeggen dat haar naam Rose Dawson is. Tevens grijpt ze, nu haar familie denkt dat ze is gestorven bij de ramp, de kans aan om eindelijk het leven te gaan leiden dat ze altijd al wilde.  
Hockley, die uiteindelijk het bedrijf van zijn vader overnam, pleegt later, naar aanleiding van de beurscrash van 1929, zelfmoord. 

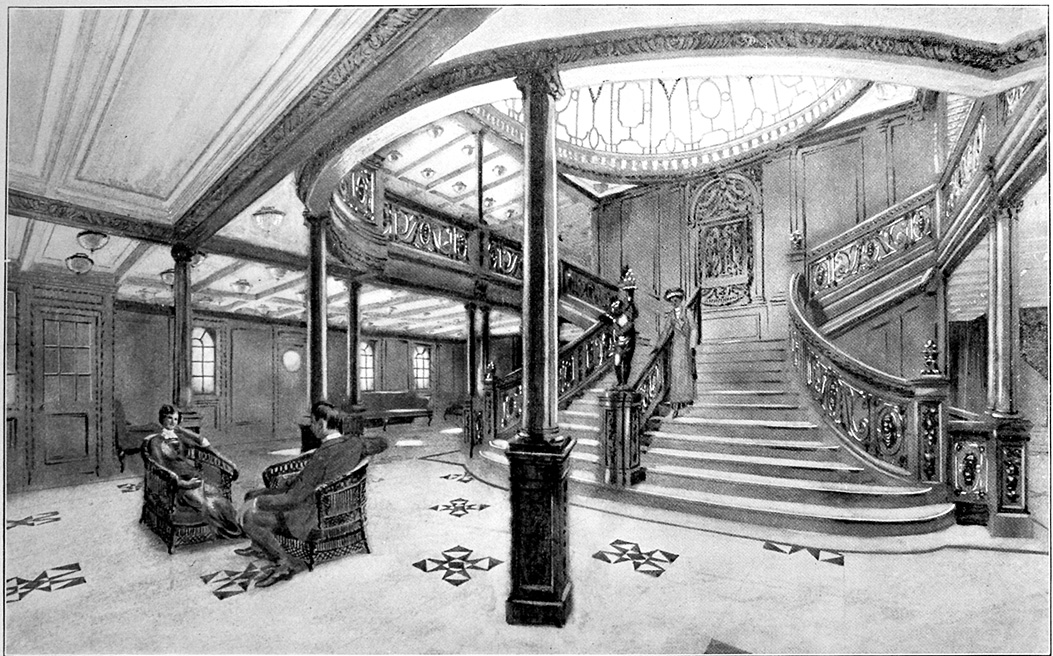
De "Grand Staircase" van de Titanic, waar Jack en Rose naar elkaar komen om te gaan dineren.

Na dit verhaal beseft Lovett dat de Titanic meer is dan een stuk ijzer. Die nacht blijkt dat Rose 'The Heart of the Ocean' toch nog in haar bezit heeft. Ze gooit hem echter overboord, als laatste eerbewijs aan Jack. Zo zegt ze gedag aan de persoon die haar leven heeft gered en aan haar heeft laten weten dat het waard is om te leven. 
In de slotscène ligt Rose in bed, gevolgd door een beeld van het wrak van de Titanic. Dit wrak verandert weer in het schip zoals dat was voordat het verging. Aan boord wordt Rose door allerlei mensen die de ramp niet overleefden welkom geheten. Bovenaan de grote trap wacht Jack haar op, en onder luid applaus van alle aanwezigen zoenen ze elkaar. Onduidelijk blijft of dit een gewone droom is van Rose, of dat ze in haar slaap sterft en de betreffende scène dus het hiernamaals symboliseert.

## Rolverdeling
| Acteur               | Personage                            | Opmerkingen                        |
| -------------------- | ------------------------------------ | ---------------------------------- |
| Leonardo DiCaprio    | Jack Dawson                          | Protagonist                        |
| Kate Winslet         | Rose DeWitt Bukater / Calvert-Dawson | Protagoniste                       |
| Billy Zane           | Caledon "Cal" Hockley                | Verloofde van Rose                 |
| Kathy Bates          | Margaret Brown                       | alias "The Unsinkable Molly Brown" |
| Frances Fisher       | Ruth DeWitt Bukater                  | Moeder van Rose                    |
| Gloria Stuart        | Oude Rose Calvert-Dawson             |                                    |
| Bill Paxton          | Brock Lovett                         | Schattenjager                      |
| Bernard Hill         | Kapitein Edward John Smith           |                                    |
| David Warner         | Spicer Lovejoy                       | Cals bodyguard                     |
| Victor Garber        | Thomas Andrews                       | Scheepsbouwkundige                 |
| Jonathan Hyde        | Bruce Ismay                          | White Star Line-directeur          |
| Suzy Amis            | Lizzy Calvert                        | Kleindochter van Rose              |
| Lewis Abernathy      | Lewis Bodine                         |                                    |
| Danny Nucci          | Fabrizio de Rossi                    | Kameraad van Jack                  |
| Jason Barry          | Tommy Ryan                           | Ierse passagier                    |
| Ewan Stewart         | 1e Officier Murdoch                  |                                    |
| Ioan Gruffudd        | 5e Officier Lowe                     |                                    |
| Jonny Phillips       | 2e Officier Lightoller               |                                    |
| Mark Lindsay Chapman | 1e Stuurman Wilde                    |                                    |
| Richard Graham       | Kwartiermeester Rowe                 |                                    |
| Paul Brightwell      | Kwartiermeester Higgins              |                                    |
| Eric Braeden         | John Jacob Astor IV                  |                                    |
| Charlotte Chatton    | Madeleine Astor                      |                                    |
| Bernard Fox          | Kol. Archibald Gracie                |                                    |
| Michael Ensign       | Benjamin Guggenheim                  |                                    |
| Fannie Brett         | Madame Aubert                        |                                    |
| Jenette Goldstein    | Ierse moeder                         |                                    |
| Martin Jarvis        | Sir Duff Gordon                      |                                    |
| Rosalind Ayres       | Lady Duff Gordon                     |                                    |
| Jonathan Evans-Jones | Wallace Hartley                      | Violist en bandleider              |
| Alex Owens-Sarno     | Cora Cartmell                        | vermeld als Alexandre Owens        |
| Simon Crane          | 4e Officier Boxhall                  |                                    |
| Edward Fletcher      | 6e Officier Moody                    |                                    |

## Productie

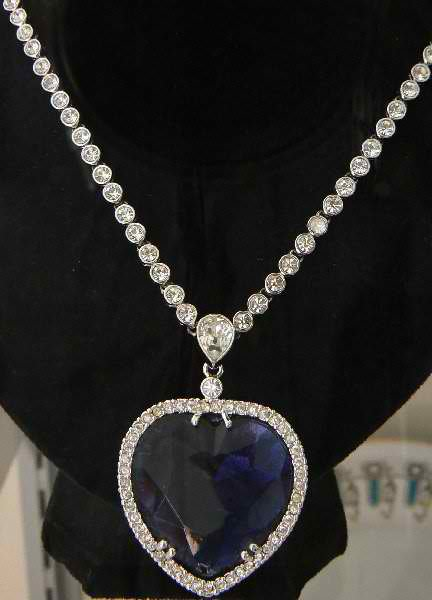
De ketting met "The Heart of the Ocean"

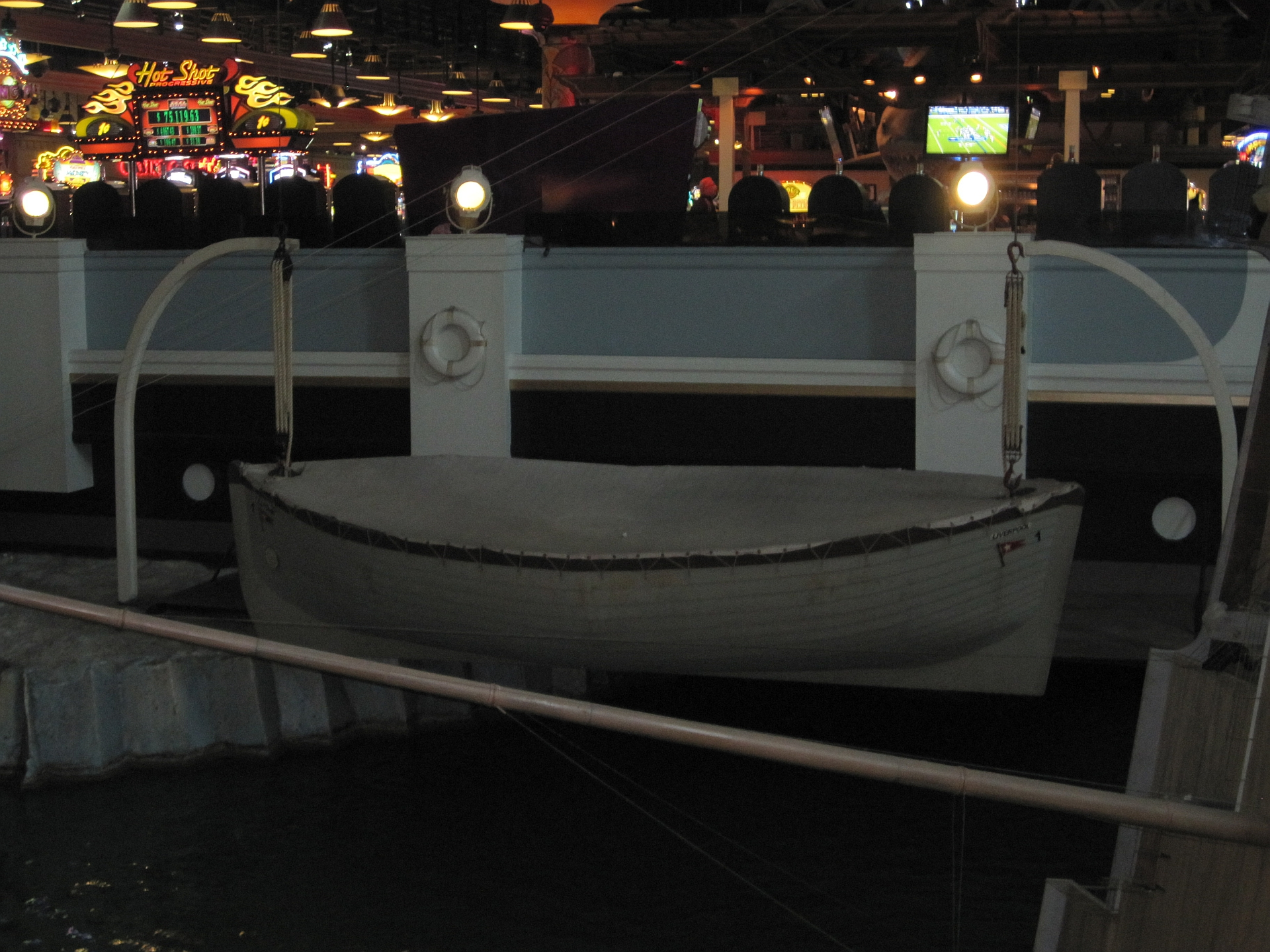
Een van de reddingssloepen uit de film (tentoongesteld in Tunica, Mississippi)

Cameron was gefascineerd door schipbreuken, waaronder die van de RMS Titanic, en schreef een eerste opzet voor de film. Hij beschreef de ondergang van de Titanic als "een groots verhaal dat werkelijk gebeurde". Cameron voegde het romantische aspect toe om het publiek meer met de ondergang van de Titanic te laten meeleven. Om het verhaal daarnaast aantrekkelijker te maken voor het publiek dat zich niet met het romantische aspect kan binden, werden het subplot met de diamant en de vertelling vanuit het standpunt van de bejaarde Rose toegevoegd. Ter nagedachtenis aan de mensen die omkwamen door de ramp deed Cameron zes maanden onderzoek naar de ondergang van het schip voor zijn film, hij maakte onder andere een tijdlijn met daarop de gebeurtenissen die alle passagiers en bemanningsleden meemaakten.
Cameron wist filmstudio 20th Century Fox te overtuigen van de productie van de film door te zorgen voor publiciteit met het filmen van het echte scheepswrak van de Titanic. Deze opnames kostten twee jaar, langer dan de opnames met de acteurs. Pas na die opnames begon Cameron met het schrijven van het scenario.
Om de film te maken werd er een compleet nieuwe 150.000 vierkante meter-grote studio gebouwd in Playas de Rosarito, aan de kust van het Mexicaanse Baya, met de naam Fox Studios Baja. In de studio werd een model van de Titanic gebouwd dat maar enkele meters kleiner was dan de echte Titanic omdat hij anders niet in de tank zou passen. De delen die vanwege de grootte van de tank ontbraken werden later met computermodellen toegevoegd. Daarnaast werden nog meerdere kleinere miniaturen van het schip gebouwd. Er waren vele watertanks waarop de verschillende sets zoals de eetzaal en de grote trap gebouwd werden. Deze sets werden later in die tanks gezakt, zodat ze een scène konden opnemen waarin de Titanic zonk. De grote Titanic-set werd ook in een tank gebouwd. Alle sets werden nagebouwd, zodat ze er precies uit kwamen te zien als de echte Titanic. Er werden dan ook blauwdrukken gebruikt van het echte schip, verleend door Harland & Wolff, de werf die het schip destijds bouwde. Een 15 meter hoog platform dat zich verticaal kon bewegen werd gebruikt om de zinkscènes te filmen. Een 50 meter hoge kraan op een circa 180 meter lang spoor werd gebruikt om opnames te maken en de belichting te regelen.

### Acteurs
Voor de rol van Jack Dawson werden onder andere Matthew McConaughey, Chris O'Donnell, Billy Crudup en Stephen Dorff benaderd, maar Cameron vond een aantal van hen al te oud om een 20-jarige te spelen. Tom Cruise had ook interesse in de rol, maar eiste volgens Cameron te veel geld. Leonardo DiCaprio werd aan Cameron voorgesteld door Mali Finn. Hij had aanvankelijk geen interesse in de rol, maar Cameron moedigde hem aan het toch te proberen. Ook Kate Winslet was erg onder de indruk van DiCaprio tijdens een repetitie samen. Ze liet Cameron weten dat hij de rol beslist aan DiCaprio moest geven, zelfs al zou hij niet voor haar kiezen.
Voor de rol van de jonge Rose werden Gwyneth Paltrow, Claire Danes, en Gabrielle Anwar benaderd voordat de rol uiteindelijk naar Winslet ging. Cameron wilde voor de rol van de bejaarde Rose het liefst een actrice uit het gouden tijdperk van de filmindustrie van de jaren 30 en 40 hebben. Fay Wray werd onder andere gezien als mogelijke kandidate. Volgens Cameron viel de keuze op Gloria Stuart omdat zij en Winslet dezelfde persoonlijkheid en geest uitstraalden. Stuart was 87 jaar oud toen ze de rol kreeg, en moest make-up dragen om er nog wat ouder uit te zien.

### Opnames
Er werden eerst beelden gemaakt van het echte wrak. Dit gebeurde met de Akademik Mstislav Keldysh en twee Mirs (kleine diepzee-onderzeeboten).
De verdere scènes die zich in het heden afspelen, met een bejaarde Rose, werden opgenomen op de Akademik Mstislav Keldysh in juli 1996. Verschillende crewleden en onderzoekers die werkzaam waren aan boord van dit schip hadden gastrollen in de film, zoals Anatoly Sagalevich. Tijdens deze opnamen zou iemand fencyclidine in de maaltijd van de crew hebben gedaan, mogelijk vanwege een conflict met Cameron.
De opnamen met de acteurs op de replica van de Titanic begonnen in september 1996. Op 15 november 1996 werden de scènes met het vertrek van de Titanic opgenomen. Omdat Cameron echter enkel de rechterzijde van de replica van zijn schip had uitgewerkt ontstond er een probleem toen bleek dat het schip in Southampton enkel links aangemeerd kon worden. Gedurende de postproductie werden bepaalde scènes gespiegeld en bewerkt zodat de scènes alsnog geloofwaardig zouden overkomen. Zo waren de letters op de reddingsboten in werkelijkheid gespiegeld.
Voor de veiligheid van de stuntmannen werden veel delen van de replica van rubber gemaakt. Toch raakten meerdere stuntmannen gewond, waarvan er drie botten braken en anderen de productie verlieten. Diverse acteurs, onder wie Winslet, liepen een verkoudheid of een nierinfectie op doordat ze uren in het koude water lagen. De acteursvakbond Screen Actors Guild besloot een onderzoek naar de werkomstandigheden in te stellen, maar greep niet in. Cameron stond erom bekend dat hij veel vroeg van zijn crew en acteurs. De twee hoofdrolspelers van Camerons film The Abyss zeiden na afloop van de film nooit meer met hem te willen samenwerken. Winslet zei hetzelfde te doen, tenzij ze "een flinke smak geld" zou krijgen. Voor de gevaarlijkste stunts, waaronder die waarin mensen van het zinkende schip vallen, werden grotendeels computergegenereerde beelden gebruikt. Ook op andere punten verliepen de opnames niet altijd soepel. Cameron stond bekend als een perfectionist.

### Effecten
Een groot deel van de effecten werden al tijdens de opnamen gerealiseerd. Voor een van de laatste scènes van de film, waarin beelden van bevroren lijken te zien zijn, werd een speciale substantie gebruikt die kristalliseert in aanraking met water. Voor de haren en kleding werd een speciaal soort was gebruikt.
Gedurende de postproductie werd eveneens een groot aantal effecten aan de film toegevoegd. Cameron, die bij eerdere films Industrial Light & Magic inhuurde om de computereffecten te produceren, liet dat dit keer over aan het Amerikaanse Digital Domain. Overzichtsbeelden van de varende Titanic werden gemaakt met een ongeveer 14 meter lang miniatuurschip. Digital Domain voegde later digitaal water en rook toe aan de beelden.
De beelden van de motoren van de Titanic zijn genomen van het schip SS Jeremiah O'Brien. Met chromakey werden later digitaal acteurs toegevoegd. Overigens werd voor veel meer effecten chromakey gebruikt. Zo was de achterkant van de set van de eersteklas geheel groen bekleed om geld te besparen. De achtergrond werd later digitaal met computer ingevoegd.
Cameron kon zich niet vinden in hoe in voorgaande verfilmingen van de ramp steevast werd getoond dat de Titanic soepeltjes, en in een rechte lijn wegzonk in het water. Bovendien was bij de ontdekking van het wrak aan het licht gekomen dat het schip doormidden was gebroken; mogelijk tijdens het zinken al. Cameron's film is derhalve een van de eerste verfilmingen van de ramp waarin dit getoond wordt. Voor de betreffende scène waren een set op vol formaat, 150 figuranten en 100 stuntmensen nodig.

### Filmmuziek
De muziek van Titanic werd gecomponeerd door James Horner. Voor de weinige gezongen stukken die in deze muziek voorkwamen, benaderde Horner de Noorse zangeres Sissel Kyrkjebø. Tijdens de eerste klas kerkdienst wordt het zeemanslied Eternal Father, Strong to Save, O eeuw'ge Vader, sterk in macht (woorden William Whiting, muziek John B. Dykes) gezongen. 
Samen met Will Jennings schreef Horner in het geheim het lied My Heart Will Go On, dat tijdens de aftiteling te horen is en gezongen wordt door Céline Dion. Cameron wilde aanvankelijk geen gezongen nummers in zijn film.

### Verwijderde scènes
- Cora Cartmell, een meisje dat bevriend raakt met Jack, verdrinkt samen met haar ouders tijdens het zinken van het schip doordat ze opgesloten raken achter een poort van de derde klasse.[16]

### Kosten en wereldwijde opbrengst
Titanic was een van de duurste films ooit gemaakt. De film had uiteindelijk een productiekostentotaal van $ 200 miljoen. Dit is meer dan wat het schip destijds zelf kostte.
Hoewel zowel Cameron als de primaire productiemaatschappij 20th Century Fox bang waren dat de film zou floppen, staat Titanic anno 2023 op de vierde plaats op de lijst van films met de hoogste wereldwijde opbrengst met een opbrengst van $ 2,265 miljard. Deze lijst houdt evenwel geen rekening met inflatie.
Critici waren aanvankelijk sceptisch over de film, maar na de première ontving Titanic overwegend lovende reacties. De film werd onder andere aangeduid als "the love story [that] stole the world's hearts".

## Heruitgave in 3D
In april 2012 kwam de film opnieuw uit in de bioscopen vanwege het feit dat die maand de ramp met de Titanic precies 100 jaar geleden plaatsvond. De film werd voor deze gelegenheid ook geformatteerd naar stereoscopisch 3D. Ook werd een scène waarin Rose 's nachts naar de hemel tuurt herbewerkt voor de uitgave, omdat astrofysicus Neil deGrasse Tyson bij Cameron had geklaagd dat de weergave van de sterren en planeten aan de hemel in de originele versie niet correct was. De 3D-versie ging in première in de Royal Albert Hall in Londen. DiCaprio en Winslet waren hierbij aanwezig. Deze 3D-versie kwam in februari 2023 opnieuw in de bioscoop vanwege het 25-jarig jubileum van de film. Op 14 juli 2024 verscheen de film op Netflix.

## Prijzen en nominaties

### Oscars
De film kreeg in 1998 veertien Academy Awardnominaties (Oscars) en won er elf van:
| Prijs                         | Ontvanger(s)                                                      |
| ----------------------------- | ----------------------------------------------------------------- |
| Beste Film                    | James Cameron, 20th Century Fox, Paramount Pictures               |
| Beste Regisseur               | James Cameron                                                     |
| Beste Cinematografie          | Russell Carpenter                                                 |
| Art Direction                 | Peter Lamont en Michael Ford                                      |
| Beste Origineel lied          | James Horner en Will Jennings ("My heart will go on")             |
| Beste Filmmontage             | Conrad Buff, James Cameron en Richard A. Harris                   |
| Beste Originele muziek        | James Horner                                                      |
| Beste Geluidseffecten-montage | Tom Bellfort en Christopher Boyes                                 |
| Beste Geluid                  | Gary Rydstrom, Tom Johnson, Gary Summers en Mark Ulano            |
| Beste Kostuumontwerp          | Deborah L. Scott                                                  |
| Beste Visuele Effecten        | Robert Legato, Mark A. Lasoff, Thomas L. Fisher en Michael Kanfer |

De overige nominaties waren:
| Prijs                    | Ontvanger     |
| ------------------------ | ------------- |
| Beste Actrice            | Kate Winslet  |
| Beste Vrouwelijke Bijrol | Gloria Stuart |
| Beste Make-Up            |               |

Titanic staat anno 2023, samen met de films Ben-Hur en The Lord of the Rings: The Return of the King, bovenaan de lijst van films met de meeste Academy Awards (11 stuks).

### Overige prijzen
Naast de Oscars won Titanic nog eens 76 andere prijzen, en werd voor nog eens 48 prijzen genomineerd. Een aantal noemenswaardige zijn:
- De ASCAP Award voor Top Box Office Films
- De Saturn Award voor beste vrouwelijke bijrol (Gloria Stuart)
- De Japanse Academy Award voor beste buitenlandse film
- 10 BAFTA Film Award-nominaties
- 4 Blockbuster Entertainment Awards
- De titanium Bogey Award
- 8 Golden Globe-nominaties, waarvan vier werden gewonnen (beste regisseur, beste film, beste muziek, beste originele lied)
- De Golden Screen
- 8 MTV Movie Award-nominaties, waarvan er twee werden gewonnen (beste film en beste acteur)
- 3 Golden Reel Awards
- 12 Golden Satellite Award-nominaties, waarvan er zeven werden gewonnen